# Jesus bleibet meine Freude
Jesus alegria dos homens (Jesus bleibet meine Freude, em alemão) é o coral final da cantata "Herz und Mund und Tat und Leben" ("Coração e Boca e Ações e Vida", numa tradução livre), escrita por Johann Sebastian Bach em Leipzig, Alemanha no ano de 1716. Embora seja a 32ª cantata composta por Bach, das que sobreviveram,  foi-lhe dado o nº BWV 147 no catálogo completo de suas obras.
Ao contrário do que se supõe, Johann Schop (1590-1664), e não Bach, compôs a linha melódica do coral Werde munter, mein Gemüthe (1641), que deu origem ao sexto e ao décimo movimentos da Cantata 147, sendo o décimo o Jesus bleibet meine Freude. Bach deu-lhe a harmonização e um acompanhamento instrumental. Nessa composição, o coral se superpõe a uma grande sucessão de tercinas, "um dos símbolos bachianos para indicar a felicidade".
A tradução literal do título da obra é 'Jesus continua sendo minha alegria', já que bleiben traduz-se por 'ficar', 'continuar'; e meine Freud, literalmente, por 'minha alegria', na 1º pessoa do singular.

## Composição
A Cantata, "Herz und Mund und Tat und Leben", BWV. 147, que contém o coral figurado "Jesus, alegria dos homens", é  constituída de duas partes:
- Primeira parte
  - 1. Chorus(5) : Herz und Mund und Tat und Leben
  - 2. Recitativo : Gebenedeiter Mund!
  - 3. Aria : Schäme dich, o Seele nicht
  - 4. Recitativo : Verstockung kann Gewaltige veblenden
  - 5. Aria : Bereite dir, Jesu, noch itzo die Bahn
  - 6. Chorus : Wohl mir, daß ich Jesum habe
- Segunda parte
  - 7. Aria : Hilf, Jesu, hilf, daß ich auch dich bekenne
  - 8. Recitativo : Der höchsten Allmacht Wunderhand
  - 9. Aria : Ich will von Jesu Wundern singen
  - 10. Chorus : 'Jesu bleibet meine Freude'

Jesus, alegria dos homens representa também um importante papel no livro A Escolha de Sofia.